# Caius Sempronius Tuditanus
Pour les articles homonymes, voir Sempronius Tuditanus.
Caius Sempronius Tuditanus est un homme politique romain et écrivain du IIe siècle av. J.-C.

## Biographie
Il écrivit un ouvrage sur les magistratures tout en menant une vie politique active.
En 129 av. J.-C., il est élu consul avec Manius Aquilius. Il mène des opérations contre les Iapydes, peuple installé de l'autre côté de l'Adriatique, dans l'actuelle Croatie. Après un premier échec, il remporte la victoire, avec l'aide de Decimus Junius Brutus Callaicus. Il est également vainqueur des Istriens et, à cette occasion, il s'élève à lui-même une statue, dont le souvenir est conservé par Pline l'Ancien et dont l'inscription est parvenue jusqu'à nous.